# Ankara Demirspor (szachy)
Ankara Demirspor – turecki klub szachowy z siedzibą w Ankarze, sekcja Ankara Demirspor, wicemistrz kraju z 1995 roku.

## Historia
Sekcja powstała w 1995 roku i uczestniczyła w inauguracyjnym sezonie 1. Satranç Ligi, zdobywając wicemistrzostwo. W 1996 roku zespół został zamknięty. W 2009 roku działalność klubu została wznowiona. W 2013 roku Ankara Demirspor przejął miejsce İSEK SK w Süper Satranç Ligi. Zespół zajął wówczas dziesiąte miejsce w lidze, a w kadrze znajdowali się wówczas m.in. Eltac Səfərli, Wołodymyr Bakłan i Ana Matnadze. Rok później klub był jedenasty. W skład zespołu wchodzili wówczas m.in. Daniił Dubow, Wołodymyr Onyszczuk i Wołodymyr Bakłan. Na 2015 rok kadra Ankara Demirsporu osłabiła się, jako że klub nie miał w składzie wówczas żadnego arcymistrza. W tych okolicznościach klub zajął ostatnie, czternaste miejsce w rozgrywkach i spadł z Süper Satranç Ligi.